# Wavrans-sur-l'Aa

Wavrans-sur-l'Aa este o comună în departamentul Pas-de-Calais, Franța. În 1 ianuarie 2022 avea o populație de 1.211 de locuitori.